# Aeropuerto Internacional Arturo Merino Benítez
El Aeropuerto Internacional Arturo Merino Benítez (AMB), también conocido como Aeropuerto Internacional de Santiago o Aeropuerto de Pudahuel (IATA: SCL, OACI: SCEL), es el principal aeropuerto de Chile, ubicado en la comuna de Pudahuel, al noroeste de la ciudad de Santiago, la capital de Chile. La terminal es además uno de los asentamientos de la II Brigada Aérea de la Fuerza Aérea de Chile (junto a las bases aéreas de Colina y de Quintero).
Fue inaugurado oficialmente el 9 de febrero de 1967 y su categoría OACI es 4F. Debe su nombre a Arturo Merino Benítez, prócer de la aviación del país, fundador del Club Aéreo de Chile, creador de la Línea Aeropostal Santiago-Arica —que daría origen a la Línea Aérea Nacional (LAN, actual LATAM)—, primer comandante en jefe de la Fuerza Aérea de Chile (FACh) y primer subsecretario de Aviación.
El aeropuerto es de carácter público, y opera bajo el sistema de concesiones. Actualmente posee 76 puentes de embarque, 26 estacionamientos remotos y de carga y dos pistas de aterrizaje (17L/35R y 17R/35L) capaces de recibir incluso al moderno avión Airbus A380, también las operaciones de carga del ahora destruido Antonov 225.
Se ubica entre los más modernos y eficientes de América, convirtiéndose en un importante centro de conexiones de vuelos entre América del Sur, El Caribe, Oceanía, América del Norte, Centroamérica, Europa, Medio Oriente y Asia. Opera gran cantidad de aerolíneas, siendo el hub o centro de conexión principal de LATAM, Sky Airline, Aerocardal y JetSmart. Este aeropuerto sirve como un importante hub para aerolíneas de Oneworld y SkyTeam en Latinoamérica y es, a la vez, la puerta de entrada a Sudamérica desde Oceanía (por cantidad de rutas y vuelos operados).
Dada su ubicación geográfica, se destaca por ser para muchas aerolíneas europeas o del resto del mundo (Air France, Air Canada, British, KLM, Iberia, Delta, Level, entre otras) la ruta más larga que operan. La local LATAM comparte lo mismo con las rutas a Australia y próximamente a Alemania. Por otro lado, posee las dos rutas más rentables de toda Sudamérica, que lo conectan con Perú y Brasil. Es el único aeropuerto de América Latina con vuelos a Oceanía y el Pacífico Sur.

## Historia

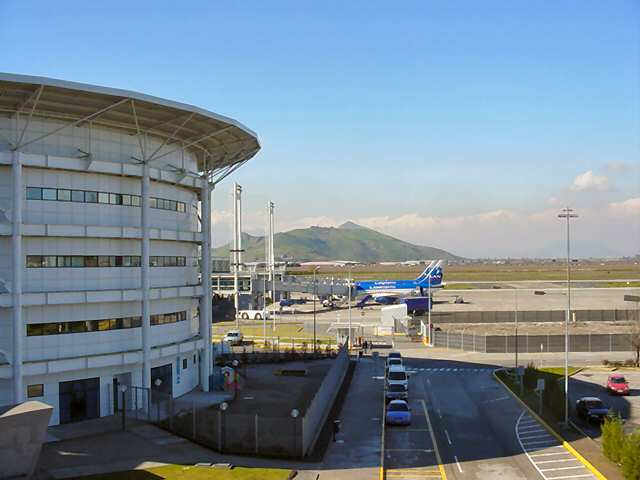
Vista de la terminal nacional (Terminal 1).

Terminal Internacional (Terminal 2)

El 19 de julio de 1960 se firmó el préstamo de 10,5 millones de dólares al Estado chileno por parte del Fondo de Préstamos para Desarrollo, con sede en Estados Unidos, que debían ser pagados en un plazo de 20 años. En 1961 se inició la construcción del Aeropuerto de Pudahuel, como reemplazo del Aeropuerto Los Cerrillos, que tuvo un costo total de USD 3 millones. Las primeras obras fueron entregadas el 1 de diciembre de 1966, y se inauguró oficialmente el 9 de febrero de 1967. Su pista tenía 3200 metros de largo por 45 metros de ancho, cubriendo una superficie de 144 000 m². Tenía una capacidad para recibir hasta 6 millones de pasajeros anuales y fue catalogado como un aeropuerto internacional «clase A».
La primera ampliación de las instalaciones del aeropuerto se llevó a cabo entre diciembre de 1971 y abril de 1972, como parte de los preparativos para la celebración de la Tercera Conferencia de las Naciones Unidas sobre Comercio y Desarrollo (UNCTAD III) en Santiago; entre las obras de ampliación se incluyeron el pabellón principal para pasajeros, el recinto de aduanas y los galpones de carga.
El 26 de abril de 1971 existió un proyecto de ley de iniciativa del presidente Salvador Allende para denominar «General del Aire Arturo Merino Benítez», al entonces Aeropuerto Internacional de Pudahuel, pero este hecho sólo se concretó en 1980, durante la dictadura militar: desde ese momento recibió el nombre que actualmente posee. El 19 de marzo de 1980, mediante el Decreto Ley N°3245, con motivo del cincuentenario de la Fuerza Aérea de Chile (FACh), se dispuso que el aeropuerto de Pudahuel se llamara «Aeropuerto Arturo Merino Benítez», en homenaje al organizador de dicha institución, primer Subsecretario de Aviación, fundador de la Línea Aérea Nacional y primer comandante en Jefe de la FACh, e importante precursor de la aviación militar, civil y comercial en Chile.
A comienzos de 1994 se construyó la nueva terminal internacional, una de las más modernas de Sudamérica. El antiguo edificio quedó destinado a los vuelos nacionales hasta el año 2001, cuando la terminal (actual terminal nacional) fue ampliada y dichos destinos fueron instalados en un nuevo sector contiguo a la terminal internacional.
El 27 de febrero de 2010 un terremoto de 8.8 grados en la escala Richter azotó la zona centro-sur del país, dejando el aeropuerto inutilizable. Todo su interior quedó devastado e inundado debido al colapso de los sistemas de aire acondicionado y de extinción de incendio.[cita requerida] Pese a eso, la estructura se mantuvo intacta a excepción de una pasarela que conecta la terminal en el segundo piso con el exterior que se desplomó. El aeropuerto permaneció totalmente cerrado por algunos días y poco a poco volvió a la actividad normal en carpas ubicadas en el estacionamiento que se utilizaron como salas de embarque y llegadas. Las pistas no sufrieron daños, por lo que la ayuda internacional pudo comenzar a llegar inmediatamente.
En abril de 2010 existió una propuesta por parte de algunos diputados para cambiar el nombre a Aeropuerto Internacional Pablo Neruda, en honor al poeta chileno ganador del Premio Nobel de Literatura 1971, pero la iniciativa fue rechazada por el Congreso.
Desde 1961 hasta 2005, el aeropuerto contó con solo una pista de aterrizaje (17 de norte a sur y 35 de sur a norte). El 1 de septiembre de 2005 se inauguró una nueva pista, paralela a la anterior y 252 metros más larga, con los números identificatorios 17R y 35L y se redesignó la pista antigua como 17L y 35R.

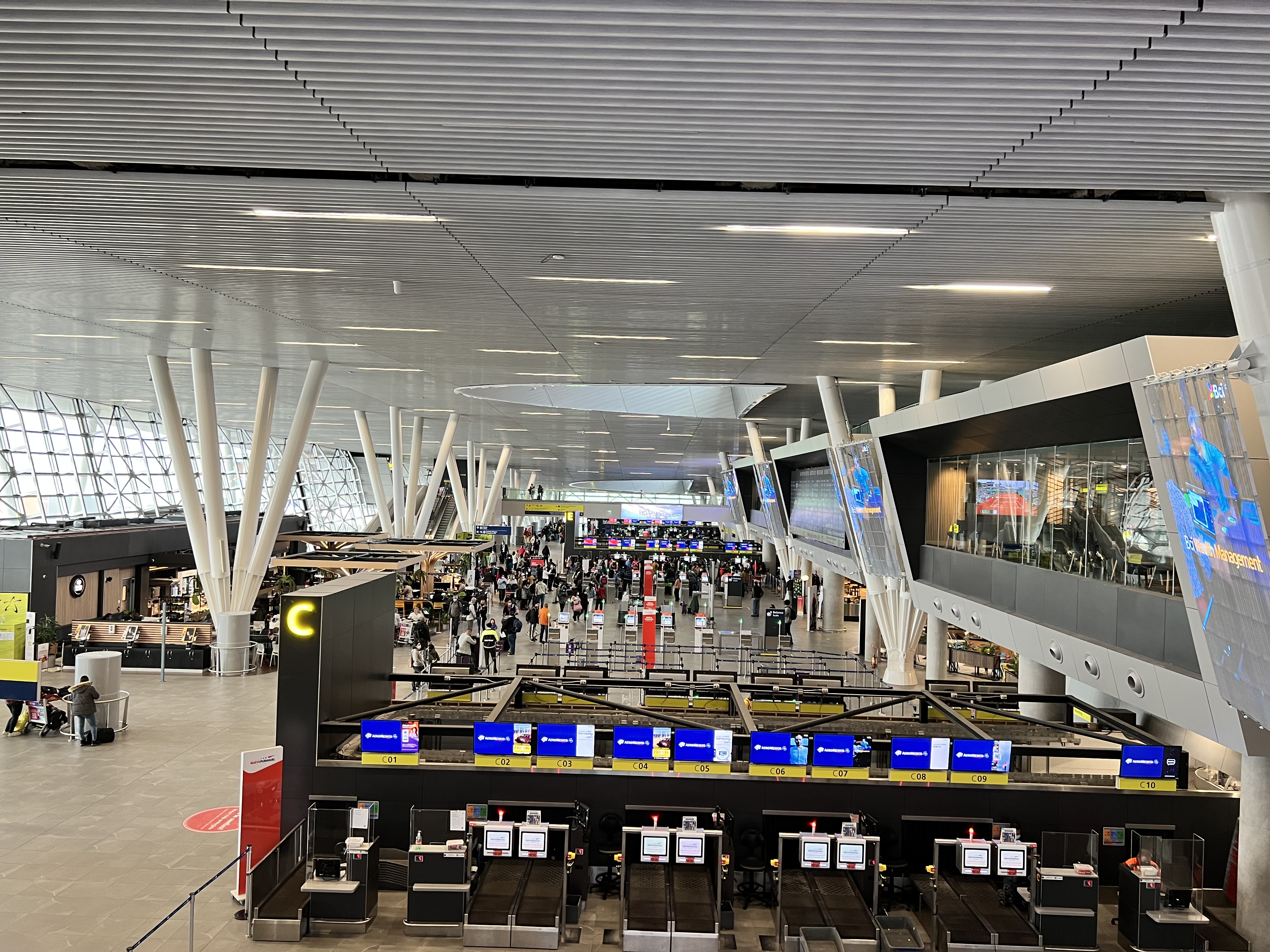
Vista general de la zona de entrega de equipaje para salidas en la terminal internacional.

Durante 2013 el gobierno anunció la planificación para la remodelación del aeropuerto Arturo Merino Benítez, que permitirá transportar a 30 millones de pasajeros anuales. Esta medida consiste en la construcción de un nuevo terminal, 4 salas de embarque y 25 posiciones de contacto nuevas —10 de ellas podrán recibir aviones de dos pisos—, destinadas a vuelos internacionales. Y la hasta entonces única terminal pasó a recibir vuelos de cabotaje. Nuevo Pudahuel fue el encargado de comenzar a construir la nueva Terminal Internacional en 2016; esta terminal inició sus operaciones en febrero de 2022. El nuevo edificio es sustentable, es decir, ahorra hasta un 35 % en el consumo energético. Entre otros, minimiza el uso de materiales considerados dañinos para el medioambiente y se recupera el calor generado por equipos de computación para reinvertirlo en los sistemas de calefacción. Además, posee un sistema de enfriamiento que funcionará gracias a efectos físicos y que evitan el gasto de combustible. En tanto, en el exterior del edificio se encuentra instalado un gran alero que protege al vidrio de la llegada directa de la luz solar durante el verano. En el futuro se contempla también la incorporación de paneles fotovoltaicos.El 3 de junio del 2025 el MOP (Ministerio de Obras Públicas) confirmo que, el Aeropuerto se remodelará una vez más con una tercera terminal y una tercera pista de aterrizaje, que estaría lista para el 2050 y con una inversión de US$4.000 millones esto con el objetivo de triplicar la actual capacidad del aeropuerto. Aparte se contempla la llegada del metro (esto tras el anuncio del Presidente de Chile Gabriel Boric Font en la cuenta pública 2025) una nueva área de carga, y tres nuevos accesos viales. 

## Estadísticas
El número de usuarios de la terminal aérea creció sustantivamente durante las primeras décadas del siglo XXI. Según datos de SCL Terminal Aéreo Santiago S.A., empresa concesionaria del aeropuerto entre 1998 y 2015, esta terminal aeroportuaria fue utilizado por 10 315 319 pasajeros en 2010, de los cuales 5 013 867 fueron de vuelos internacionales y 5 301 452, de vuelos nacionales, Cuatro años más tarde, el total de pasajeros había alcanzado 16 068 098 personas, de los cuales 8 723 476 eran nacionales y 7 344 622, internacionales. En 2019, el número de pasajeros alcanzó su cifra máxima, con un total de 24 645 705 personas, muy por sobre la capacidad estimada del recinto.
La pandemia de COVID-19, sin embargo, impactó fuertemente en el tráfico aéreo, especialmente en Chile donde se implementaron algunas de las cuarentenas más extendidas del mundo. Durante 2020, 8 551 840 pasajeros utilizaron el aeropuerto, una caída de un 65,5% respecto al año anterior. Si bien 2021 se mantuvo similar al tráfico del año anterior, el fin de las restricciones de desplazamiento en 2022 permitieron que se alcanzara un total de 18 744 155, de la mano con la apertura del terminal internacional. Recién en 2023, con cerca de 25 millones de pasajeros, se logró superar la cifra de personas trasportadas previo a la pandemia.
En el último año informado (2023), se registraron un total de 24 925 660 pasajeros, de los cuales 9 739 613 (39,1%) correspondían a vuelos internacionales y 15 186 047 (60,9%) a vuelos nacionales. En cuanto a carga, se registraron 412 228 toneladas entre destinos internacionales y 28 559. Respecto a las principales aerolíneas, a nivel de pasajeros internacionales, LATAM Airlines concentra el 43,1% de los pasajeros transportados a, seguido por Sky Airline (13,8%) y JetSmart (9,6%). En cuanto a vuelos domésticos, se mantienen las mismas aerolíneas: LATAM Airlines con un 56,3% de los pasajeros transportados, seguido por Sky Airline con un 27,3%, y JetSmart con un 15,5%.
Ver fuente y consulta Wikidata.

## Administración
Los servicios de control aéreo están a cargo de la Dirección General de Aeronáutica Civil.
Desde el 7 de julio de 1998 hasta el 30 de septiembre de 2015, la explotación y administración del Aeropuerto Arturo Merino Benítez estuvieron a cargo de la empresa privada SCL Terminal Aéreo de Santiago. Actualmente, la concesión pertenece a Nuevo Pudahuel, una sociedad italo-francesa que lleva a cabo la remodelación del aeropuerto desde 2016, y que quedará a cargo de la operación hasta 2035.

## Comodidades

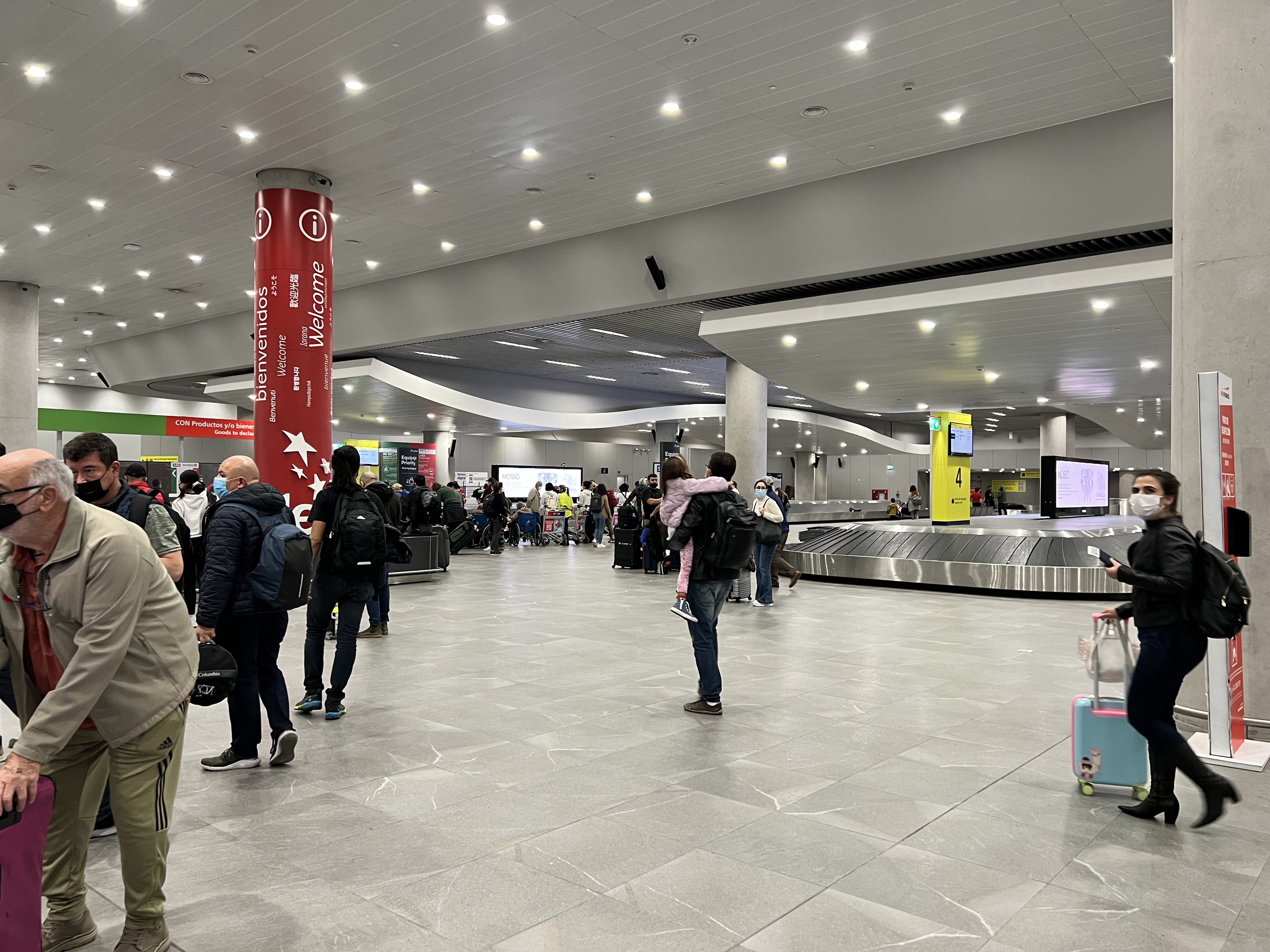
Bandas de reclamo de equipaje de la terminal internacional del aeropuerto

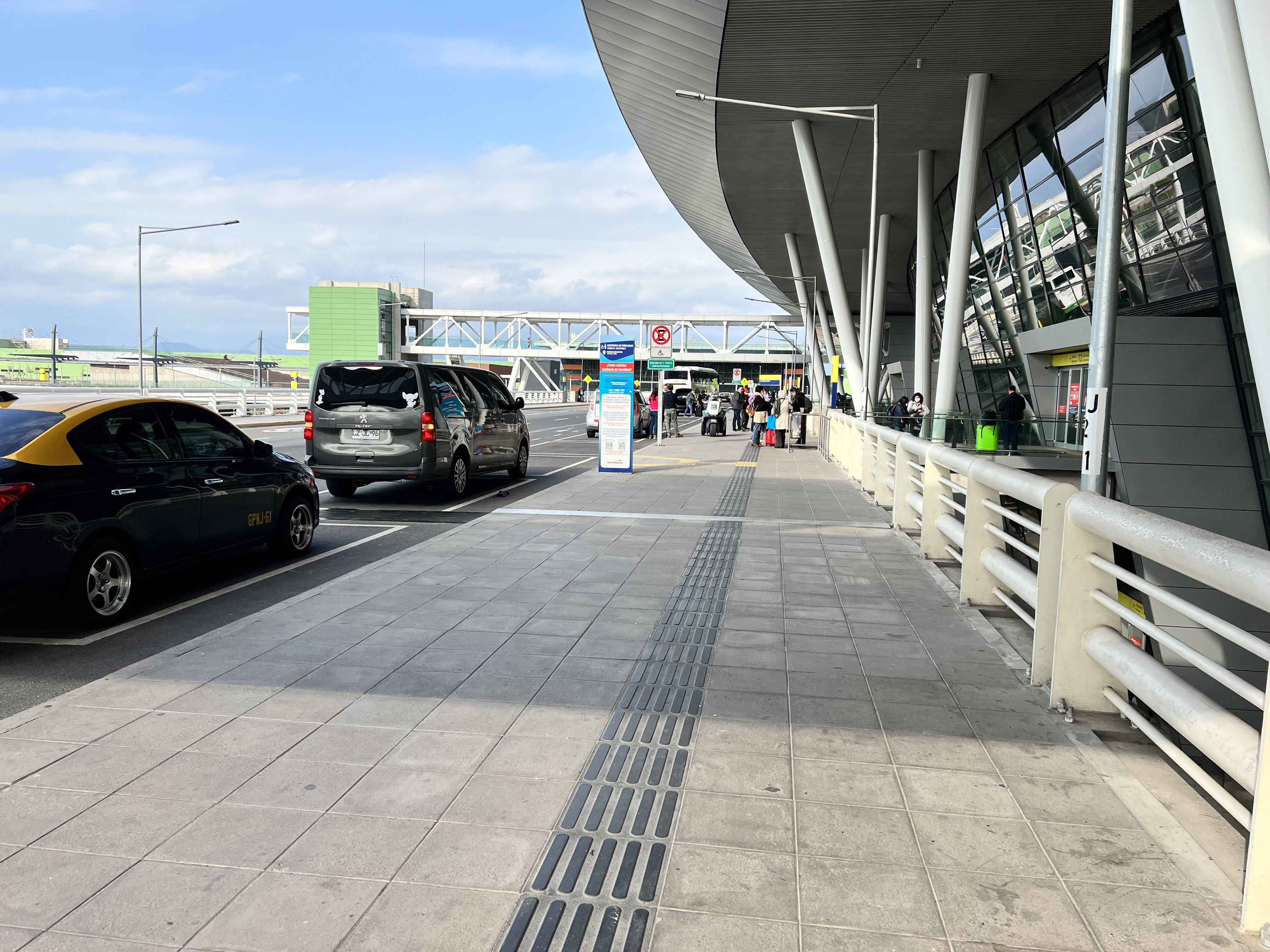
Área de salidas de la terminal internacional del aeropuerto

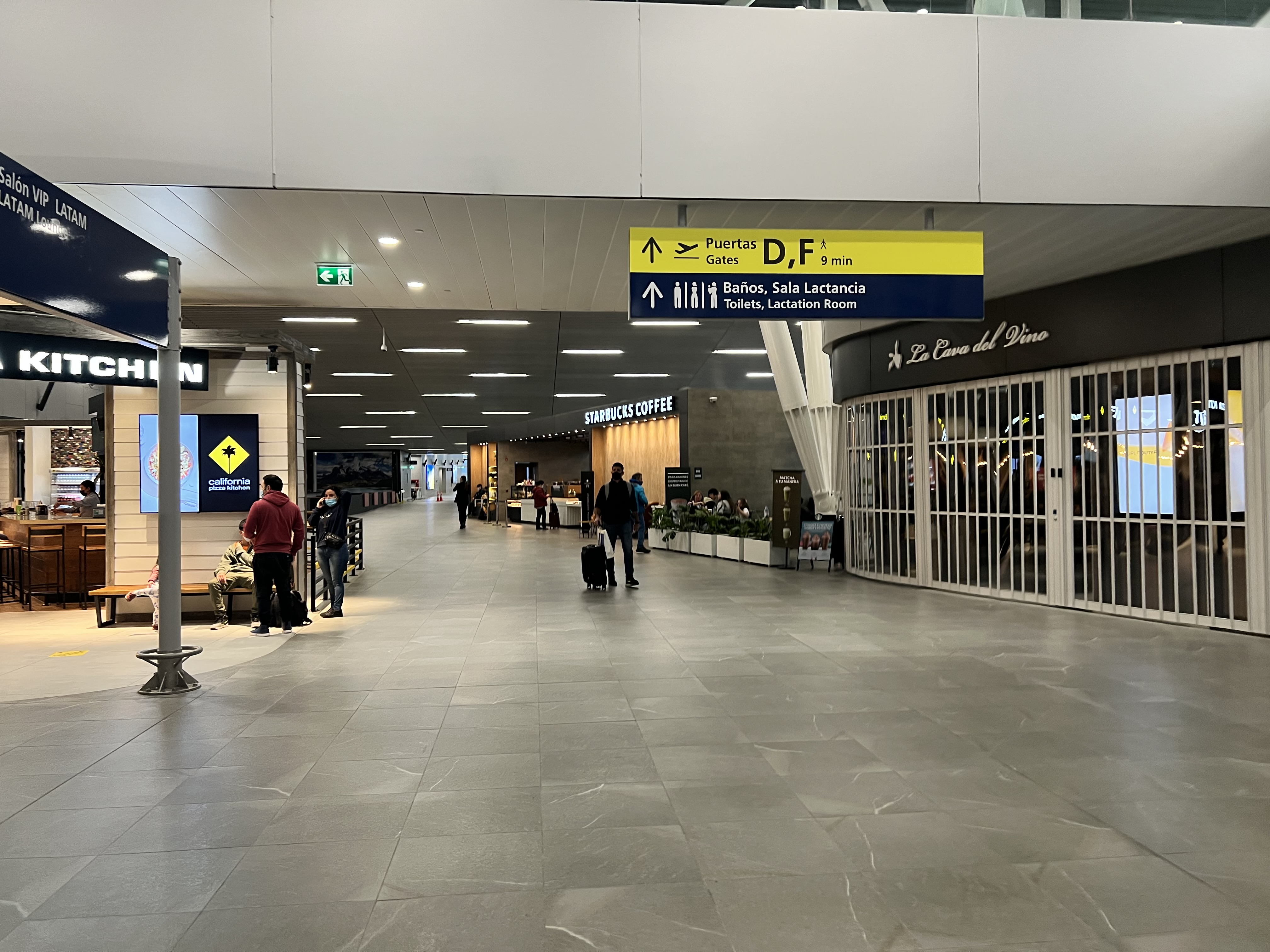
Pasillo principal de la terminal internacional del aeropuerto

El aeropuerto cuenta con 2 terminales: Terminal Nacional (T1) y Terminal Internacional (T2), las cuales se encuentran conectadas con 2 torres de estacionamientos con espacios de recreación en el piso superior junto con una plaza central entre estas 4 infraestructuras. 

### Espigones
El aeropuerto cuenta con un total de 6 espigones identificados con las letras A, B, C, D, E y F; la terminal nacional (T1) cuenta con 2 espigones (A y B) y la internacional (T2) con 4 espigones (C, D, E y F). Algunos espigones (C y D) cuentan con la modalidad SWING, que les permite operar tanto como vuelos nacionales e internacionales al mismo tiempo en caso de necesitarse.
Actualmente se encuentran habilitados 5 espigones (B, C, D, E y F) debido a los trabajos de remodelación de toda la terminal nacional (T1) de modo de habilitar el espigón A e integrarlo con el B. En una visita de obras, la ministra de Obras Públicas, Jessica López, estimó que el espigón A del terminal nacional abriría sus puertas a fines de 2024.
Cada uno de estos espigones cuenta con una temática correspondiente a cada una de las zonas de Chile:
- Espigón A: Valle Central de Chile
- Espigón B: Costa
- Espigón C: Rapa Nui
- Espigón D: Desierto de Atacama
- Espigón E: Región de los Lagos
- Espigón F: Patagonia

Asimismo, están proyectados otros 3 espigones (G, H e I) que serán de iguales características a los actuales E y F, los cuales serán construidos si es que la demanda lo requiere, elevando la capacidad a más de 50 millones de pasajeros. Se proyecta que en 2027-2028 debería iniciar su construcción, permitiendo aumentar su capacidad de 38 a 50 millones de pasajeros por año.

### Migraciones
El aeropuerto cuenta más de 50 casetas de salida y entrada al país para chilenos, extranjeros residentes y turistas. Se encuentran disponibles módulos de autoatención para chilenos con su pasaporte o carnet de identidad para entrada y salida del país.

### Hotel
La cadena hotelera Holiday Inn finalizó en julio de 2007 la construcción de un hotel que cuenta con conexiones internas con las terminales nacional e internacional, estacionamientos privados y servicios especiales para los pasajeros y huéspedes. El hotel dispone de 112 habitaciones distribuidas en cinco pisos. Tiene restaurante, bar, servicio a la habitación, siete salas de reunión con capacidad de hasta 170 personas, centro físico, piscina cubierta, hidromasaje, dos saunas individuales y conexión de internet inalámbrica wi-fi a través de toda la instalación. Actualmente se encuentra en operación.

### Emergencias
El aeropuerto es resguardado en caso de emergencias por el Servicio SSEI (Bomberos de aeropuerto) de la DGAC y el apoyo del Cuerpo de Bomberos de Quinta Normal.

### Estacionamientos
El aeropuerto cuenta con 5800 estacionamientos distribuidos entre 2 torres de estacionamiento (Expreso 1 y 2) y estacionamientos de larga estadía (Patagua y Pehuen). Estos últimos se encuentran conectados con el resto de los terminales con buses de acercamiento gratuitos que ofrece el administrador del aeropuerto. 

### Salones para viajeros

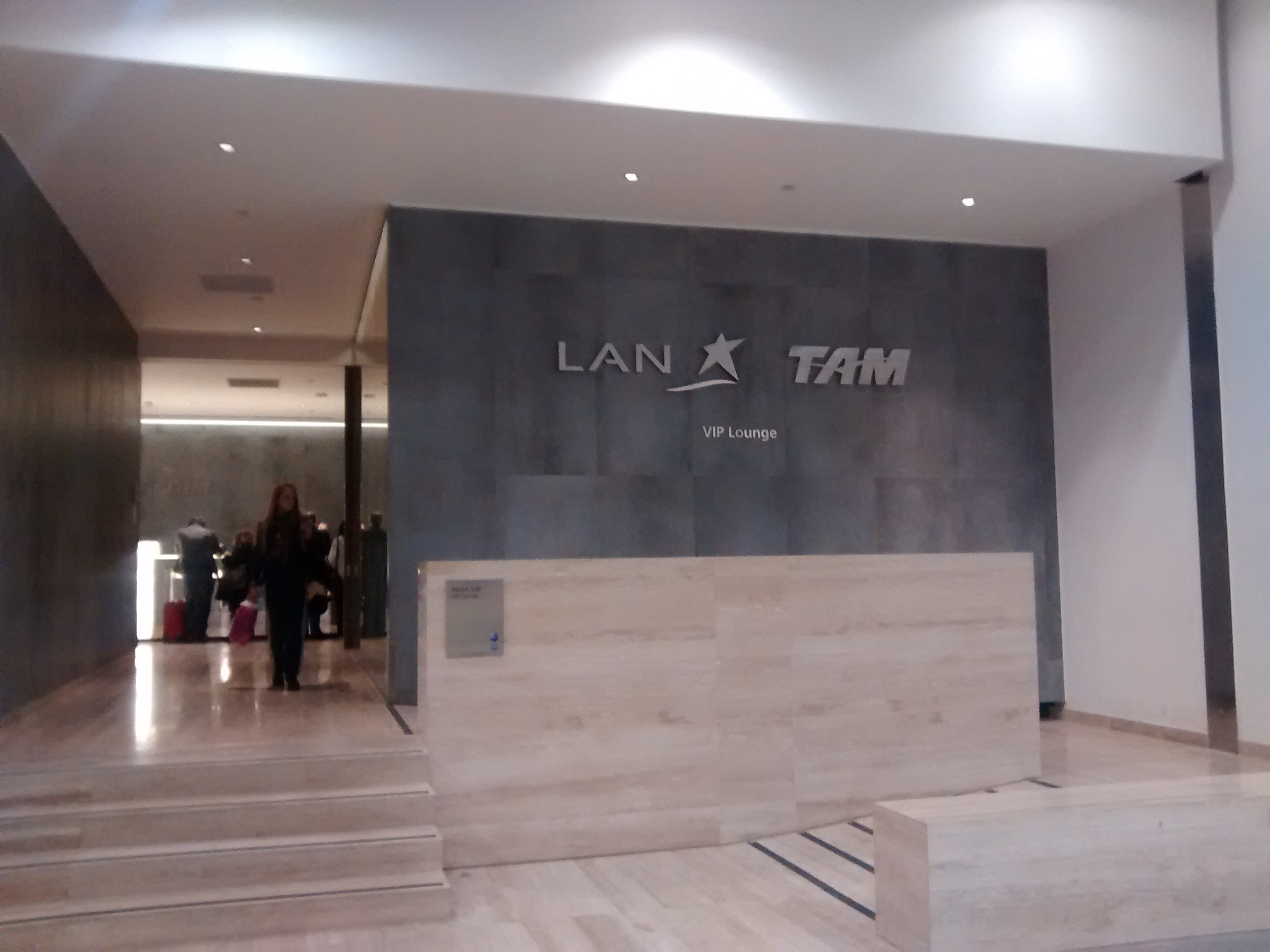
LATAM Vip Lounge en el Aeropuerto de Santiago.

En la terminal internacional, el aeropuerto Arturo Merino Benítez cuenta con 8 salones VIP/Pasajero Frecuente y 4 en el terminal Nacional. 
- Terminal 1:
  - Pacific Club opera la mayoría de los salones vip presentes en la terminal nacional contando con acuerdo con la mayoría de los bancos presentes en Chile y Priority Pass, siendo estos los ubicados en:
    - Pacific Club: Segundo piso (frente a puerta 28),
    - The Pacific Lounge (Tercer Piso entre puertas 19 y 20)
    - PrimeClass Andes (Tercer piso entre puertas 17 y 18)
    - Primeclass Cóndor (Segundo piso frente a puerta 26).

- Terminal 2:
  - Procesador Central:
    - LATAM Lounge: (Abierto) salón operado por LATAM Airlines, está ubicado en el piso 4 del procesador central del Terminal 2 Internacional separado en 3 subsalones que dependerá de la categoría de pasajero frecuente o acuerdo con Banco Santander, lo que lo convierte en el salón VIP más grande de Latinoamérica.

  - Espigón C:
    - Primeclass Pacific Rapa Nui: (Abierto) Salón donde cuenta con 1300 m². Cuenta con convenio con bancos presentes en Chile y Priority Pass.

  - Espigón D
    - Primeclass Pacific Desierto: (Abierto) Salón de 600 m²

  - Espigón E:
    - Sky Team Lounge: (Abierto) Salón de 757 m², ofrece servicios para pasajeros de la alianza SkyTeam que vuelen con las aerolíneas presentes en el aeropuerto (Delta, KLM, Air France, Aerolíneas Argentinas y Aeroméxico).
    - Primeclass Pacific Lagos: (Abierto) Salón de 600 m² ambientado en la región de los Lagos distribuidos entre 2 salones:
      - Primeclass Pacific Lagos: (Abierto): Entrada disponible con Priority Pass y mayoría de tarjetas en Chile.
      - Banco de Chile Lounge: (Abierto) Salón para los pasajeros del Banco de Chile con sus tarjetas black.

  - Espigón F:
    - Primeclass Pacific Patagonia: (Abierto) Salón de 600 m²

  - Llegadas internacionales (nivel 1 costado oriente):
    - Primeclass Pacifico Metrópolis: (Abierto) Salón con 160 m² disponible para todo público (50 USD).

### Alquiler de autos
En el aeropuerto operan importantes empresas de alquiler de autos. Las internacionales Localiza Rent a Car, Alamo, Avis, Budget, Hertz, Europcar y Sixt, y empresas locales chilenas como Econorent y Rosselot.

### Conectividad con transporte
Desde 2005 el aeropuerto tiene conectividad con la red de autopistas concesionadas de Santiago gracias al enlace entre el terminal aéreo y las autopistas Costanera Norte y Vespucio Norte Express. En 2014, se propuso la creación de una estación intermodal de buses del sistema de transporte público de Santiago junto a la construcción del nuevo aeropuerto.
Durante mucho tiempo se ha planteado la posibilidad de extender una línea del Metro de Santiago, o crear una nueva línea que conecte con la red existente. Pese a esto, el costo millonario que tendría, sumado a la actual extensión de la Línea 2 hasta San Bernardo y el inicio de la Línea 7 para descongestionar la Línea 1, hacen imposible por ahora la creación de esta posibilidad. Pese a esto, en el Plan Maestro de Transporte Santiago 2025, se deja de manifiesto la posibilidad de construir un "premetro" o tren de cercanía desde alguna de las estaciones de la línea planteada hacia el terminal aéreo.[cita requerida]
Asimismo, se ha planteado que un futuro proyecto de una línea de tren bala o de cercanía entre Santiago a Valparaíso, podría incluir una estación en el Aeropuerto. Los estudios de prefactibilidad de un tren que conecte en menos de una hora a las 2 principales ciudades del país, así como a sus sistemas de ferrocarriles urbanos (Metro de Santiago y el Merval), arrojan resultados positivos, pero la situación de la industria del ferrocarril en Chile hasta el momento mantiene lejana la idea.[cita requerida]
El 24 de marzo de 2022 fue inaugurada la estación de buses —ubicada entre las terminales 1 y 2— que recibe los servicios de Turbus y Centropuerto, empresas de buses que conectan el aeropuerto con el centro de Santiago; la estación posee 16 700 m² y posee 26 andenes para buses. Desde el 14 de enero de 2023 existe el recorrido 555 de buses de la Red Metropolitana de Movilidad, que opera entre las 6:00 y 23:00 con un recorrido de ida y vuelta entre la estación intermodal Pajaritos y la terminal aérea. A inicios de 2024 se sumó el recorrido 444 desde la Estación Intermodal La Cisterna hacia el aeropuerto.
El 14 de mayo de 2025, el periódico Diario Financiero informó que el presidente Gabriel Boric anunciaría en la cuenta pública de ese año el proyecto de un metro que conectaría la futura Línea 7 con el Aeropuerto Internacional Arturo Merino Benítez, en este caso se trata de la Línea A del Metro de Santiago. Con una extensión estimada de entre seis y siete kilómetros, la denominada Línea A del Metro de Santiago conectaría el terminal aéreo con la futura estación emplazada en avenida Mapocho Sur con Huelén en Cerro Navia.
| Recorrido | Ruta                                | Combinación | Hora inicio | Hora término | Frecuencia |
| --------- | ----------------------------------- | ----------- | ----------- | ------------ | ---------- |
| 444       | Intermodal La Cisterna - Aeropuerto |             | 6:00        | 23:00        | 10 min     |
| 555       | Estación Pajaritos - Aeropuerto     |             | 6:00        | 23:00        | 10 min     |

## Aerolíneas y destinos
| Aerolíneas                                   | Ciudades | Alianza       |
| -------------------------------------------- | --- | ------------- |
| JetSMART 22 destinos                         | Antofagasta / Balmaceda Coyhaique (via ZCO) / Calama / Concepción / Iquique / La Serena / Puerto Montt / Temuco Internacionales: (13) Bogotá / Buenos Aires-Aeroparque / Buenos Aires-Ezeiza / Cali / Florianópolis / Foz de Iguazú / Lima / Medellín / Mendoza / Montevideo / Río de Janeiro–Gãleao / São Paulo-Guarulhos / Trujillo | N/A           |
| LATAM Airlines 43 destinos                   | Antofagasta / Arica / Balmaceda Coyhaique / Concepción / Talcahuano / Calama / Castro Chiloé / Copiapó / Iquique / Isla de Pascua / La Serena / Osorno / Puerto Montt / Puerto Natales (via PMC) / Punta Arenas / Temuco / Valdivia Internacionales: (27) Asunción / Auckland / Buenos Aires-Aeroparque / Buenos Aires-Ezeiza / Bogotá / Brasilia / Cancún / Ciudad de México / Córdoba / Guayaquil / La Paz / Lima / Los Ángeles / Madrid / Mendoza / Miami / Melbourne / Montevideo / Monte Agradable (vía PUQ) / Nueva York / Orlando (estacional) / París-Charles de Gaulle (vía GRU) / Porto Alegre / Punta Cana / Río de Janeiro / Rio Gallegos (vía PUQ) / Sao Paulo-Guarulhos / Santa Cruz de la Sierra / Sídney (vía AKL) | N/A           |
| Sky Airline 24 destinos                      | Antofagasta / Arica / Balmaceda Coyhaique (via PMC) / Calama / Castro Chiloé / Concepción / Copiapó / Iquique / La Serena / Puerto Montt / Puerto Natales (via PMC) / Punta Arenas (via PMC) / Temuco / Valdivia / Osorno Internacionales: (11) Bariloche / Buenos Aires-Aeroparque / Buenos Aires-Ezeiza / El Calafate/ Mendoza / Lima / Florianopolis / Río de Janeiro / São Paulo-Guarulhos / Porto Alegre | N/A           |
| Aerolíneas Argentinas 4 destinos             | Internacionales: (5) / Buenos Aires-Aeroparque / Buenos Aires-Ezeiza / Mendoza / Río de Janeiro (vía AEP) / São Paulo-Guarulhos (vía AEP) | SkyTeam       |
| Aeroméxico 1 destino                         | Internacional: (1) Ciudad de México | SkyTeam       |
| Air Canada 2 destinos                        | Internacionales: (2) Montreal (Inicia 16 de diciembre de 2025) / Toronto | Star Alliance |
| Air France 1 destino                         | Internacional: (1) Paris | SkyTeam       |
| American Airlines 2 destinos                 | Internacionales: (2) Dallas / Miami | Oneworld      |
| Arajet 1 destino                             | Internacional: (1) Punta Cana | N/A           |
| Avianca 3 destinos                           | Internacionales: (3) Bogotá / Cartagena / Medellín | Star Alliance |
| Boliviana de Aviación 2 destinos             | Internacionales: (2) La Paz / Santa Cruz de la Sierra | N/A           |
| British Airways 1 destino                    | Internacional: (1) Londres | Oneworld      |
| Copa Airlines 1 destino                      | Internacional: (1) Ciudad de Panamá | Star Alliance |
| Delta Air Lines 1 destino                    | Internacional: (1) Atlanta | Skyteam       |
| Iberia 1 destino                             | Internacional: (1) Madrid | Oneworld      |
| KLM 2 destinos                               | Internacionales: (2) Ámsterdam / Buenos Aires-Ezeiza | SkyTeam       |
| Level 1 destino                              | Internacional: (1) Barcelona | N/A           |
| Qantas 1 destino                             | Internacional: (1) Sídney | Oneworld      |
| Turkish Airlines 2 destinos                  | Internacionales: (2) Sao Paulo-Guarulhos / Estambul | Star Alliance |
| United Airlines 1 destino                    | Internacional: (1) Houston | Star Alliance |
| Total: 64 destinos, 22 países, 19 aerolíneas | |               |

### Destinos nacionales
| Chile                            | Chile                                                       | Aerolíneas  | Aerolíneas  | Aerolíneas | Aerolíneas   | Aerolíneas |
| Ciudades                         | Aeropuertos                                                 | LATAM Chile | Sky Airline | JetSMART   | Aerovías DAP | #          |
| -------------------------------- | ----------------------------------------------------------- | ----------- | ----------- | ---------- | ------------ | ---------- |
| Arica                            | Aeropuerto Internacional Chacalluta                         | •           | •           |            |              | 2          |
| Iquique                          | Aeropuerto Internacional Diego Aracena                      | •           | •           | •          |              | 3          |
| Antofagasta                      | Aeropuerto Andrés Sabella                                   | •           | •           | •          |              | 3          |
| Calama                           | Aeropuerto Internacional El Loa                             | •           | •           | •          |              | 3          |
| Copiapó                          | Aeródromo Desierto de Atacama                               | •           | •           |            |              | 2          |
| El Salvador                      | Aeródromo Ricardo García Posada                             |             |             |            | •            | 1          |
| La Serena                        | Aeródromo La Florida                                        | •           | •           | •          |              | 3          |
| Isla de Pascua                   | Aeropuerto Internacional Mataveri                           | •           |             |            |              | 1          |
| Concepción                       | Aeropuerto Internacional Carriel Sur                        | •           | •           | •          |              | 3          |
| Temuco                           | Aeropuerto Internacional La Araucanía                       | •           | •           | •          |              | 3          |
| Valdivia                         | Aeropuerto Pichoy                                           | •           | •           |            |              | 2          |
| Osorno                           | Aeropuerto Cañal Bajo Carlos Hott                           | •           | •           |            |              | 2          |
| Puerto Montt                     | Aeropuerto Internacional El Tepual                          | •           | •           | •          |              | 3          |
| Castro                           | Aeródromo Mocopulli                                         | •           | •           |            |              | 2          |
| Coyhaique                        | Aeropuerto Balmaceda                                        | •           | (via PMC)   | (vía PMC)  |              | 3          |
| Puerto Natales                   | Aeropuerto Teniente Julio Gallardo                          | (vía PMC)   | (vía PMC)   |            |              | 2          |
| Punta Arenas                     | Aeropuerto Internacional Presidente Carlos Ibáñez del Campo | •           | (vía PMC)   |            |              | 2          |
| Total: 17 destinos, 4 aerolíneas | Total: 17 destinos, 4 aerolíneas                            | 16          | 15          | 8          | 1            | 17         |

### Destinos internacionales

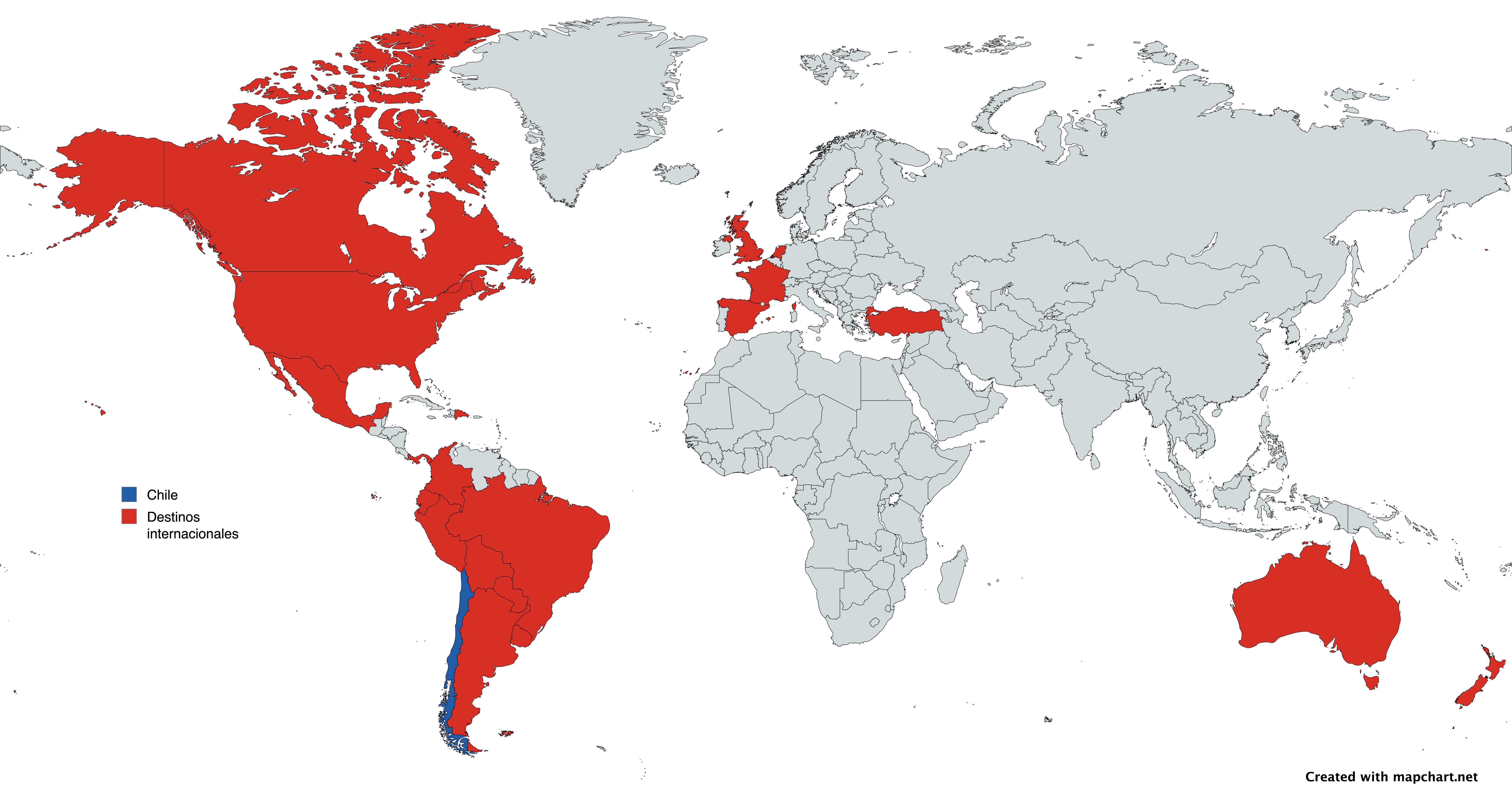
Destinos internacionales que opera el Aeropuerto Arturo Merino Benítez

| Ciudades por países                                                                  | Nombre del aeropuerto                                            | Aerolíneas | Aeronave                                                            | Frecuencias semanales |
| América del Norte                                                                    | América del Norte                                                | América del Norte | América del Norte                                                   | América del Norte     |
| ------------------------------------------------------------------------------------ | ---------------------------------------------------------------- | --- | ------------------------------------------------------------------- | --------------------- |
| Canadá (2 destinos, 1 aerolíneas)                                                    |                                                                  | |                                                                     |                       |
| Montreal                                                                             | Aeropuerto Internacional Pierre Elliott Trudeau                  | Air Canada (Inicia 16 de diciembre de 2025)                                                                                   | B788                                                                | 3                     |
| Toronto                                                                              | Aeropuerto Internacional Toronto Pearson                         | Air Canada | B788                                                                | 5                     |
| Estados Unidos (6 destinos, 4 aerolíneas)                                            |                                                                  | |                                                                     |                       |
| Atlanta                                                                              | Aeropuerto Internacional Hartsfield-Jackson                      | Delta Air Lines | A359                                                                | 7                     |
| Dallas                                                                               | Aeropuerto Internacional de Dallas-Fort Worth                    | American Airlines (Estacional)                                                                                                | B788                                                                | 7                     |
| Houston                                                                              | Aeropuerto Intercontinental George Bush                          | United Airlines (Estacional)                                                                                                  | B763                                                                | 7                     |
| Orlando                                                                              | Aeropuerto Internacional de Orlando                              | LATAM Airlines (Estacional)                                                                                                   | B788, B789                                                          | 2                     |
| Los Ángeles                                                                          | Aeropuerto Internacional de Los Ángeles                          | LATAM Chile | B788, B789                                                          | 7                     |
| Miami                                                                                | Aeropuerto Internacional de Miami                                | American Airlines / LATAM Chile                                                                                               | B772, B788 / B788, B789                                             | 21                    |
| Nueva York                                                                           | Aeropuerto Internacional John F. Kennedy                         | LATAM Chile | B788, B789                                                          | 7                     |
| México (2 destinos, 2 aerolíneas)                                                    |                                                                  | |                                                                     |                       |
| Cancún                                                                               | Aeropuerto Internacional de Cancún                               | LATAM Chile | B789                                                                | 1                     |
| Ciudad de México                                                                     | Aeropuerto Internacional de la Ciudad de México                  | Aeroméxico (Estacional) / LATAM Chile                                                                                         | B788, B789 / B788, B789                                             | 14                    |
| Centroamérica y El Caribe                                                            |                                                                  | |                                                                     |                       |
| Panamá (1 destinos, 1 aerolíneas)                                                    |                                                                  | |                                                                     |                       |
| Ciudad de Panamá                                                                     | Aeropuerto Internacional de Tocumen                              | Copa Airlines | B738, B39M                                                          | 38                    |
| República Dominicana (1 destinos, 2 aerolíneas)                                      |                                                                  | |                                                                     |                       |
| Punta Cana                                                                           | Aeropuerto Internacional de Punta Cana                           | Arajet / LATAM Chile | B38M / B789                                                         | 5                     |
| América del Sur                                                                      |                                                                  | |                                                                     |                       |
| Argentina (6 destinos, 6 aerolíneas)                                                 |                                                                  | |                                                                     |                       |
| Buenos Aires                                                                         | Aeropuerto Internacional Ministro Pistarini                      | Aerolíneas Argentinas / JetSMART Argentina / JetSMART Chile / KLM / LATAM Chile / Sky Airline                                 | A320 / A320N, A321NX / B789 / A320 / A320N, A321NX                  | 53                    |
| Buenos Aires                                                                         | Aeroparque Jorge Newbery                                         | Aerolíneas Argentinas / JetSMART Argentina / JetSMART Chile / LATAM Chile / Sky Airline                                       | B738, B38M / A320 / A320 A320N / A320 / A320N                       | 62                    |
| Córdoba                                                                              | Aeropuerto Internacional Ingeniero Ambrosio Taravella            | LATAM Chile | A320                                                                | 14                    |
| El Calafate                                                                          | Aeropuerto Internacional de El Calafate                          | Sky Airline (Estacional) | A320                                                                | 2                     |
| Mendoza                                                                              | Aeropuerto Internacional Gobernador Francisco Gabrielli          | Aerolíneas Argentinas / JetSMART Chile / LATAM Chile, Sky Airline                                                             | E190 / A320N / A320 / A320N /                                       | 18                    |
| Río Gallegos                                                                         | Aeropuerto Internacional Piloto Civil Norberto Fernández         | LATAM Chile (Vía PUQ) | A320                                                                | 1 mensual             |
| San Carlos de Bariloche                                                              | Aeropuerto Internacional Teniente Luis Candelaria                | Sky Airline (Estacional) / LATAM Chile (Estacional)                                                                           | A320N / A320                                                        | 6                     |
| Bolivia (2 destinos, 2 aerolíneas)                                                   |                                                                  | |                                                                     |                       |
| La Paz                                                                               | Aeropuerto Internacional El Alto                                 | Boliviana de Aviación / LATAM Chile                                                                                           | B737 / A320                                                         | 7                     |
| Santa Cruz de la Sierra                                                              | Aeropuerto Internacional Viru Viru                               | Boliviana de Aviación (Vía IQQ) / LATAM Chile (Directo o vía LPB)                                                             | B737 / A320                                                         | 7                     |
| Brasil (11 destinos, 5 aerolíneas)                                                   |                                                                  | |                                                                     |                       |
| Belo Horizonte                                                                       | Aeropuerto Internacional Tancredo Neves                          | LATAM Chile / Sky Airline (Estacional)                                                                                        | A320                                                                | 6                     |
| Brasilia                                                                             | Aeropuerto Internacional Presidente Juscelino Kubitschek         | LATAM Brasil / Sky Airline (Estacional)                                                                                       | A321N / A320                                                        | 6                     |
| Curitiba                                                                             | Aeropuerto Internacional Afonso Pena                             | LATAM Chile / JetSMART (Estacional)                                                                                           | A320                                                                | 6                     |
| Florianópolis                                                                        | Aeropuerto Internacional Hercílio Luz                            | JetSmart / LATAM Chile / Sky Airline                                                                                          | A320N / A320 / A320N                                                | 14                    |
| Fortaleza                                                                            | Aeropuerto Internacional Pinto Martins                           | LATAM Brasil | A320N                                                               | 3                     |
| Foz do Iguaçu                                                                        | Aeropuerto Internacional de Foz do Iguaçu                        | JetSmart | A320N, A321NX                                                       | 3                     |
| Porto Alegre                                                                         | Aeropuerto Internacional Salgado Filho                           | LATAM Chile | A320                                                                | 4                     |
| Recife                                                                               | Aeropuerto Internacional de Guararapes                           | LATAM Brasil | A320N                                                               | 3                     |
| Río de Janeiro                                                                       | Aeropuerto Internacional Antônio Carlos Jobim                    | Aerolíneas Argentinas (vía AEP) / JetSMART (Non-stop o vía MVD) / LATAM Brasil / LATAM Chile / Sky Airline                    | B738 / A320N, A321NX / A320, A320, A320, A321 / 251N, A321NX        | 63                    |
| Salvador de Bahía                                                                    | Aeropuerto Internacional de Salvador                             | Sky Airline | A320N, A321NX                                                       | 5                     |
| São Paulo                                                                            | Aeropuerto Internacional de São Paulo-Guarulhos                  | Aerolíneas Argentinas (vía AEP) / JetSmart / LATAM Brasil (non-stop o vía MVD) / LATAM Chile / Sky Airline / Turkish Airlines | B738 / A320N / A320, A320N / A320, B789 / A320N / A359              | 139                   |
| Colombia (4 destinos, 3 aerolíneas)                                                  |                                                                  | |                                                                     |                       |
| Bogotá                                                                               | Aeropuerto Internacional El Dorado                               | Avianca / LATAM Chile / JetSmart (Estacional)                                                                                 | A320, B788 / B788, B789 / A320N                                     | 35                    |
| Cali                                                                                 | Aeropuerto Internacional Alfonso Bonilla Aragón                  | JetSmart | A320N, A321NX                                                       | 7                     |
| Cartagena de Indias                                                                  | Aeropuerto Internacional Rafael Núñez                            | Avianca (Estacional) | A320N, A321NX                                                       | 3                     |
| Medellín                                                                             | Aeropuerto Internacional José María Córdova                      | JetSMART Colombia / JetSmart                                                                                                  | A320N, A320N                                                        | 5                     |
| Ecuador (1 destinos, 1 aerolíneas)                                                   |                                                                  | |                                                                     |                       |
| Guayaquil                                                                            | Aeropuerto Internacional José Joaquín de Olmedo                  | LATAM Ecuador | A319                                                                | 7                     |
| Islas Malvinas (en litigio entre Argentina y Reino Unido) (1 destinos, 1 aerolíneas) |                                                                  | |                                                                     |                       |
| Monte Agradable                                                                      | Base Aérea de Monte Agradable                                    | LATAM Chile (Vía PUQ y/o RGL)                                                                                                 | A320                                                                | 1/mes                 |
| Paraguay (1 destinos, 1 aerolíneas)                                                  |                                                                  | |                                                                     |                       |
| Asunción                                                                             | Aeropuerto Internacional Silvio Pettirossi                       | LATAM Paraguay | A320                                                                | 5                     |
| Perú (3 destinos, 3 aerolíneas)                                                      |                                                                  | |                                                                     |                       |
| Cusco                                                                                | Aeropuerto Internacional Alejandro Velasco Astete                | LATAM Perú | A320N                                                               | 5                     |
| Lima                                                                                 | Aeropuerto Internacional Jorge Chávez                            | JetSmart / LATAM Chile / LATAM Perú / Sky Airline                                                                             | A320N, A321NX / A320, B788, B789 / A319, A320, B789 / A320N, A321NX | 96                    |
| Trujillo                                                                             | Aeropuerto Internacional Capitán FAP Carlos Martínez de Pinillos | JetSmart | A320N                                                               | 4                     |
| Uruguay (1 destinos, 3 aerolíneas)                                                   |                                                                  | |                                                                     |                       |
| Montevideo                                                                           | Aeropuerto Internacional de Carrasco                             | LATAM Chile / JetSmart / Sky Airline                                                                                          | A320 / A320 / A320N, A321NX                                         | 18                    |
| Europa                                                                               |                                                                  | |                                                                     |                       |
| España (2 destinos, 3 aerolíneas)                                                    |                                                                  | |                                                                     |                       |
| Barcelona                                                                            | Aeropuerto Josep Tarradellas Barcelona-El Prat                   | Level | A332                                                                | 5                     |
| Madrid                                                                               | Aeropuerto Adolfo Suárez Madrid-Barajas                          | Iberia / LATAM Chile | A359 / B788, B789                                                   | 28                    |
| Francia (1 destinos, 1 aerolíneas)                                                   |                                                                  | |                                                                     |                       |
| París                                                                                | Aeropuerto de París-Charles de Gaulle                            | Air France | A359                                                                | 7                     |
| Países Bajos (1 destinos, 1 aerolíneas)                                              |                                                                  | |                                                                     |                       |
| Ámsterdam                                                                            | Aeropuerto de Ámsterdam-Schiphol                                 | KLM (vía EZE) | B789                                                                | 7                     |
| Reino Unido (1 destinos, 1 aerolíneas)                                               |                                                                  | |                                                                     |                       |
| Londres                                                                              | Aeropuerto de Londres-Heathrow                                   | British Airways | B789                                                                | 5                     |
| Turquía (1 destinos, 1 aerolíneas)                                                   |                                                                  | |                                                                     |                       |
| Estambul                                                                             | Aeropuerto de Estambul                                           | Turkish Airlines (vía GRU) | A359                                                                | 6                     |
| Oceanía                                                                              |                                                                  | |                                                                     |                       |
| Australia (2 destinos, 2 aerolíneas)                                                 |                                                                  | |                                                                     |                       |
| Sídney                                                                               | Aeropuerto Internacional Kingsford Smith                         | LATAM Chile / Qantas | B788, B789 / B789                                                   | 14                    |
| Melbourne                                                                            | Aeropuerto Internacional Tullamarine                             | LATAM Chile | B789                                                                | 7                     |
| Nueva Zelanda (1 destinos, 1 aerolíneas)                                             |                                                                  | |                                                                     |                       |
| Auckland                                                                             | Aeropuerto Internacional de Auckland                             | LATAM Chile | B788, B789                                                          | 7                     |
| Total: 51 destinos (10 estacionales), 21 países, 20 aerolíneas                       |                                                                  | |                                                                     |                       |

### Terminal de carga
| Aerolíneas           | Destinos                                                                |
| -------------------- | ----------------------------------------------------------------------- |
| Atlas Air            | Miami                                                                   |
| Avianca Cargo        | Bogotá, Lima, Miami, Quito                                              |
| China Cargo Airlines | Los Ángeles, Shanghái (Estacional)                                      |
| Cargolux             | Luxemburgo (Estacional)                                                 |
| Centurion Air Cargo  | Miami, Lima                                                             |
| DHL Aero Expreso     | Miami, Ciudad de Panamá                                                 |
| Ethiopian Airlines   | Addis Abeba, Campinas, Miami                                            |
| Kalitta Air          | Miami                                                                   |
| KLM Cargo            | Ámsterdam, Campinas, Miami, Quito                                       |
| Emirates SkyCargo    | Dubái (Estacional)                                                      |
| Korean Air           | Campinas, Lima, Los Ángeles, Seúl                                       |
| LATAM Cargo          | Ámsterdam, Bogotá, Bruselas, Buenos Aires, Campinas, Lima, Miami, Quito |
| Lufthansa Cargo      | Fráncfort del Meno (Estacional)                                         |
| Martinair            | Aguadilla, Ámsterdam, Bogotá, Guayaquil, Miami, Quito                   |
| UPS                  | Campinas, Buenos Aires                                                  |
| Qatar Airways Cargo  | Campinas-Viracopos, Doha, Ostend/Bruges, Quito                          |

## Clasificación de destinos
| Lugar | Ciudad                            | Pasajeros | Cambio % |
| ----- | --------------------------------- | --------- | -------- |
| 1     | Lima, Perú                        | 994.851   | 5,9%     |
| 2     | Buenos Aires, Argentina           | 956.766   | 4,8%     |
| 3     | São Paulo, Brasil                 | 862.851   | 1,2%     |
| 4     | Río de Janeiro, Brasil            | 598.602   | 25,3%    |
| 5     | Bogotá, Colombia                  | 439.359   | 2,0%     |
| 6     | Madrid, España                    | 364.494   | 0,8%     |
| 7     | Florianópolis, Brasil             | 328.039   | 42,4%    |
| 8     | Ciudad de Panamá, Panamá          | 324.545   | 2,2%     |
| 9     | Miami, Estados Unidos             | 276.069   | 0,3%     |
| 10    | Mendoza, Argentina                | 230.337   | 37,7%    |
| 11    | Montevideo, Uruguay               | 162.385   | 9,3%     |
| 12    | París, Francia                    | 124.182   | 1,5%     |
| 13    | Atlanta, Estados Unidos           | 120.002   | 1,6%     |
| 14    | Sídney, Australia                 | 119.711   | 41,0%    |
| 15    | Ciudad de México, México          | 114.371   | 0,6%     |
| 16    | Nueva York, Estados Unidos        | 100.562   | 7,9%     |
| 17    | Los Ángeles, Estados Unidos       | 87.085    | 7,1%     |
| 18    | Córdoba, Argentina                | 79.317    | 45,8%    |
| 19    | Cuzco, Perú                       | 57.873    | 72,8%    |
| 20    | Punta Cana, República Dominicana  | 52.253    | 234,2%   |
| 21    | Barcelona, España                 | 52.092    | 5,0%     |
| 22    | Auckland, Nueva Zelanda           | 51.330    | 1,9%     |
| 23    | Melbourne, Australia              | 47.202    | 6,6%     |
| 24    | Guayaquil, Ecuador                | 45.739    | 0,4%     |
| 25    | Santiago de Cali, Colombia        | 42.782    | 21,8%    |
| 26    | Porto Alegre, Brasil              | 39.061    | 100,8%   |
| 27    | Belo Horizonte, Brasil            | 38.800    | 15,3%    |
| 28    | Asunción, Paraguay                | 38.712    | 6,0%     |
| 29    | Londres, Reino Unido              | 37.774    | 17,4%    |
| 30    | Brasilia, Brasil                  | 35.991    | 91,1%    |
| 31    | Dallas-Fort Worth, Estados Unidos | 34.178    | 9,5%     |
| 32    | Curitiba, Brasil                  | 33.821    | 14,5%    |
| 33    | Houston, Estados Unidos           | 29.991    | 2,8%     |
| 34    | Toronto, Canadá                   | 29.823    | 12,9%    |
| 35    | Ámsterdam, Países Bajos           | 28.762    | 1,3%     |
| 36    | Medellín, Colombia                | 27.491    | 26,1%    |
| 37    | Estambul, Turquía                 | 26.096    | (+)      |
| 38    | Foz do Iguaçu, Brasil             | 25.618    | 7,1%     |
| 39    | Trujillo, Perú                    | 24.981    | 12,7%    |
| 40    | Bariloche, Argentina              | 24.781    | 30,7%    |
| 41    | Orlando, Estados Unidos           | 16.875    | 263,9%   |
| 42    | Cancún, México                    | 16.705    | 7,5%     |
| 43    | Santa Cruz de la Sierra, Bolivia  | 14.709    | 0,1%     |
| 44    | Salvador de Bahía, Brasil         | 13.582    | 50,2%    |
| 45    | La Paz, Bolivia                   | 8.856     | 6,9%     |
| 46    | Recife, Brasil                    | 8.300     | (+)      |
| 47    | Fortaleza, Brasil                 | 7.700     | (+)      |
| 48    | Cartagena de Indias, Colombia     | 7.536     | 23,7%    |
| 49    | Punta del Este, Uruguay           | 7.438     | (+)      |
| 50    | El Calafate, Argentina            | 5.227     | (+)      |
| 51    | Mount Pleasant, Islas Malvinas    | 2.510     | 1,4%     |
| Total | Total                             | 9.636.778 |          |

| Lugar | Ciudad              | Pasajeros  | Cambio % | Aerolíneas                   |
| ----- | ------------------- | ---------- | -------- | ---------------------------- |
| 1     | Calama              | 1.330.811  | 13,7%    | LATAM, Sky Airline, JetSmart |
| 2     | Antofagasta         | 1.222.483  | 6,3%     | LATAM, Sky Airline, JetSmart |
| 3     | Iquique             | 863.205    | 0,8%     | LATAM, Sky Airline, JetSmart |
| 4     | Puerto Montt        | 795.661    | 3,5%     | LATAM, Sky Airline, JetSmart |
| 5     | Concepción          | 773.009    | 5,9%     | LATAM, Sky Airline, JetSmart |
| 6     | Temuco              | 567.814    | 10,5%    | LATAM, Sky Airline, JetSmart |
| 7     | La Serena           | 486.854    | 7,9%     | LATAM, Sky Airline, JetSmart |
| 8     | Punta Arenas        | 388.322    | 3,2%     | LATAM, Sky Airline           |
| 9     | Copiapó             | 374.111    | 9,7%     | LATAM, Sky Airline           |
| 10    | Arica               | 350.067    | 0,1%     | LATAM, Sky Airline           |
| 11    | Osorno              | 207.787    | 1,3%     | LATAM, Sky Airline           |
| 12    | Balmaceda           | 203.475    | 0,6%     | LATAM, Sky Airline, JetSmart |
| 13    | Isla de Pascua      | 165.585    | 31,7%    | LATAM                        |
| 14    | Valdivia            | 153.818    | 40,6%    | LATAM, Sky Airline           |
| 15    | Puerto Natales      | 130.196    | 35,2%    | LATAM, Sky Airline           |
| 16    | Castro              | 114.570    | 5,7%     | LATAM, Sky Airline           |
| 17    | El Salvador (Chile) | 24.808     | 0,8%     | DAP                          |
| 18    | Puerto Williams     | 711        | 86,1%    | DAP                          |
| Total | Total               | 13.261.046 |          |                              |